# Pré-tremembés
Os pré-tremembés foram um grupo indígena hipotético que habitou o litoral do Brasil, desde o Rio Grande do Sul até o estado do Rio de Janeiro, em períodos anteriores à chegada dos colonizadores europeus. Sua existência é inferida a partir de indícios culturais e toponímicos.

## Distribuição geográfica
Os pré-tremembés ocupavam regiões costeiras do sul e sudeste do Brasil, incluindo áreas que hoje correspondem aos estados do Rio Grande do Sul, Espírito Santo, Santa Catarina, Paraná, São Paulo e Rio de Janeiro. Um dos indícios dessa presença é o topônimo Tremembé, encontrado em São Paulo, que sugere a passagem ou fixação desse grupo na região.

## Etimologia
O conceito de pré-tremembé é uma combinação do prefixo lusófono "pré-" (o que vem antes, o que antecede) ao vocábulo "tremembé" que remonta ao tupi "tïrïmembé" (encharcado, alagadiço, característico dos pântanos). Assim, conceitualmente o significado é "aqueles que são anteriores aos tremembés" ou "aqueles que já estavam lá antes dos tremembés".

## Cultura

### Sobre a cultura pré-tremembé[8]
A chamada Cultura Pré-Tremembé diz respeito a povos que habitaram a faixa costeira oeste do Ceará antes da chegada do que se entende hoje como “o povo Tremembé”, identificada a partir de achados arqueológicos. Vestígios foram encontrados em sítios localizados em áreas de dunas, contendo artefatos que não se encaixam no padrão Tupi. Como esses vestígios surgem justamente na mesma região que, mais tarde, seria o território deles, os pesquisadores adotaram o termo “Pré-Tremembé” para se referir a esse conjunto cultural.
Evidências arqueológicas
No sítio Jericoacoara I, foram recuperados diversos materiais que ajudam a compreender o modo de vida desses grupos. Entre eles:
Fragmentos cerâmicos: não são atribuídos de forma direta à “Pré-Tremembé”, mas divididos em três conjuntos. O primeiro é formado por cerâmicas de paredes finas e pequenas vasilhas, datadas de 1.630 a 1.110 anos AP. O segundo, mais numeroso e mais antigo (cerca de 2.030 anos AP), traz cerâmicas com variados antiplásticos, como bolo de argila, cacos moídos, areia, vegetais, conchas e carvão. O terceiro, mais raro, é composto por cerâmica Tupi-Guarani, provavelmente ligada a grupos de passagem ou trocas.
Materiais líticos: 1.090 peças, entre lascadas e polidas.
Malacofauna: 413 exemplares de moluscos e bivalves.

As datações indicam que a região foi ocupada continuamente por mais de dois milênios, reforçando a presença indígena antiga e duradoura na área hoje conhecida como praia de Jericoacoara.

## O elo parental entre os Tremembés e os Goitacás
Embora o assunto tenha sido abordado apenas de forma tangencial por diferentes antropólogos e historiadores ao longo dos anos, dois renomados autores chegaram a tratar brevemente do tema de forma mais significativa, deixando pistas sobre uma possível ligação cultural ou étnica entre os Tremembés e os Goitacás.
A título de exemplo, Estêvão Pinto, em determinados trechos de sua obra, chama a atenção para a notável coincidência de ambos os povos cultivarem a mesma técnica singular de caça a tubarões: a prática de apunhalá-los pela goela utilizando uma madeira pontiaguda. Tal costume, incomum e altamente especializado, é um conhecimento ancestral extremamente difícil de ser replicado e que leva centenas de anos e prática para ser desenvolvido e poderia indicar não apenas uma coincidência isolada, mas sim um resquício de tradições transmitidas ou compartilhadas entre grupos aparentados ou culturalmente próximos.
Além disso, existe também a hipótese formulada por Pompeu Sobrinho, que se baseia em coincidências culturais e toponímicas observadas entre certos povos que, em tempos históricos, habitaram uma ampla faixa territorial estendendo-se desde o atual estado do Rio Grande do Sul até a região que hoje corresponde ao Rio de Janeiro. Segundo essa perspectiva, tais similaridades não seriam fortuitas, mas sim reflexos de um substrato étnico comum ou de interações contínuas ao longo de séculos.

## Os nordéstidos
Na obra Pré-História Cearense (1955), Thomaz Pompeu Sobrinho propôs a existência de um grupo pré-colombiano denominado "nordéstidos", caracterizado por modos de vida costeiros e adaptados ao mar. Ele descreve esse grupo como aborígenes que viviam da pesca de peixes e crustáceos, além de apresentarem práticas rudimentares de construção de pequenos montes semelhantes aos sambaquis.
Segundo ele, esse complexo cultural já estava estabelecido há bastante tempo no Nordeste brasileiro. Dentro desse grupo, ele enquadra três povos: os Tremembés, definidos como tal após sua dispersão a partir dos Pré-Tremembés, e os Maués e os Muras, os outros nordéstidos que teriam se deslocado ao longo da faixa litorânea até atingir o que hoje corresponde ao Norte do Brasil.
A proposta de Sobrinho, ainda que breve, sugere uma ancestralidade comum e um modo de vida adaptado aos recursos marinhos compartilhado por diferentes grupos ao longo do litoral brasileiro. Essa hipótese contribui para entender a diversidade cultural indígena pré-colombiana antes da chegada dos colonizadores.